# 大桃の舞台

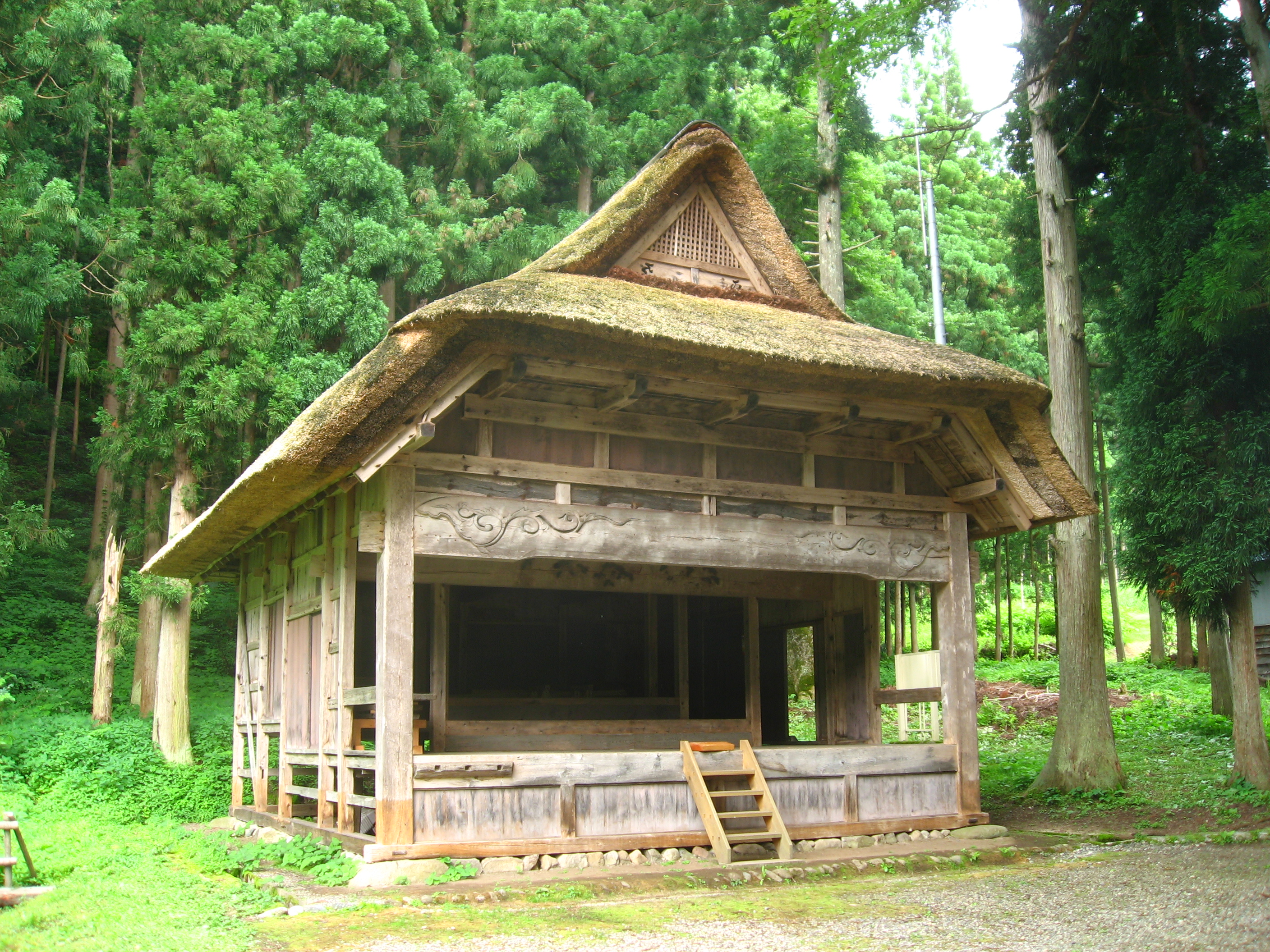
重要有形民俗文化財 大桃の舞台

大桃の舞台（おおもものぶたい）は、福島県南会津郡南会津町にある農村舞台。国の重要有形民俗文化財に指定されている。

## 概要
南会津町伊南地域の大桃集落にある駒嶽神社の境内にあり、1895年（明治28年）7月9日の再建である。
舞台は、正面上部に破風があるが、前面に小廂が付いた切妻造で、軒端の様式がこの地方独特であり、「兜造」と呼ばれる。舞台中央は、固定式二重二層機構になっており、上段の二重には唐紙を入れることができ、その奥は一段低く、下段の二重の同じ高さの床が張られており、楽屋となっている。
「習芝居」といわれる地芝居は、1907年（明治40年）に上演されたのが最後で、それ以降は買芝居を上演している。舞台は芝居の上演の他、年3回行われる宮籠りの場所にもなっている。

## 文化財指定
農村舞台の一典型をなすものとして、隣村である檜枝岐村の「桧枝岐の舞台」とともに、1976年（昭和51年）8月23日に国の重要有形民俗文化財に指定されている。

## 所在地
- 福島県南会津郡南会津町大桃字居平164番地